# مهمت نظیف گونال
مهمت نظیف گونال (انگلیسی: Mehmet Nazif Günal؛ زادهٔ ۱۹۴۸ (۷۶–۷۷ سال)) کارآفرین اهل ترکیه است، که در سال ۱۹۷۶ گروه ماپا را تأسیس کرد.